# Vinzenz Fischer (Politiker)

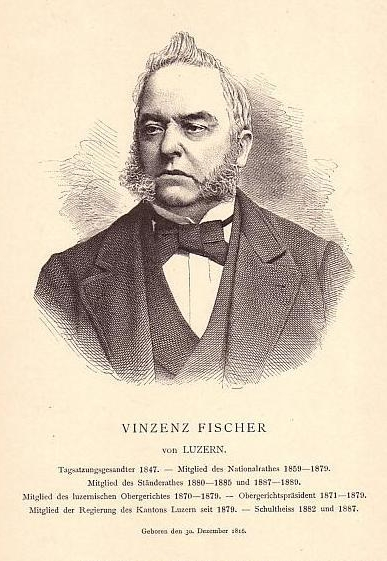
Vinzenz Fischer

Vinzenz Fischer (* 16. Dezember 1816 in Triengen; † 8. Januar 1896 in Luzern) war ein Schweizer Jurist und Politiker (Katholisch-Konservative).

## Biografie
Vinzenz Fischer wurde am 16. Dezember 1816 als Sohn des Kunstmalers und Bezirkrichters Ulrich Fischer in Triengen geboren. Er absolvierte ein Rechtsstudium in Tübingen und Heidelberg. Ab 1843 war er als Oberschreiber des Luzerner Departments des Inneren im Einsatz. Von 1845 bis 1847 war er im Grossen Rat vertreten. Der gemässigt konservative Vinzenz Fischer, der die Berufung der Jesuiten als nicht opportun, aber rechtmässig beurteilte, vertrat Luzern 1847 bei der Tagsatzung und bei diplomatischen Missionen in Paris und Mailand. Danach fungierte er als Sekretär des Sonderbunds-Kriegsrats, woraufhin er fliehen musste. Nach seiner Rückkehr agierte er als Verteidiger im Hochverratsprozess gegen die Sonderbundsbehörden. Ab dem Jahre 1848 führte er eine Anwaltskanzlei in Luzern. Daneben amtierte er in den Jahren 1854 bis 1863 sowie 1871 bis 1879 im Luzerner Grossen Rat. Dazu wirkte er von 1870 bis 1879 als Oberrichter und von 1879 bis 1893 als Regierungsrat mit dem Zuständigkeitsbereich des Erziehungsdepartements. Darüber hinaus sass er von 1860 bis 1879 als katholisch-konservativer, föderalistisch gesinnter Politiker im Nationalrat. Von 1879 bis 1885 sowie erneut von 1886 bis 1889 gehörte er dem Ständerat an.
Vinzenz Fischer, der mit Magdalena Fischer, der Tochter des Luzerner Regierungsrats Josef Zünd, verheiratet war, verstarb am 8. Januar 1896 im Alter von 79 Jahren in Luzern.

## Archiv
- Roman Bussmann: Luzerner Grossratsbiographie, im Staatsarchiv Luzern
- Regierungsmaterialien, im Staatsarchiv Luzern